# 鹿特丹管理学院

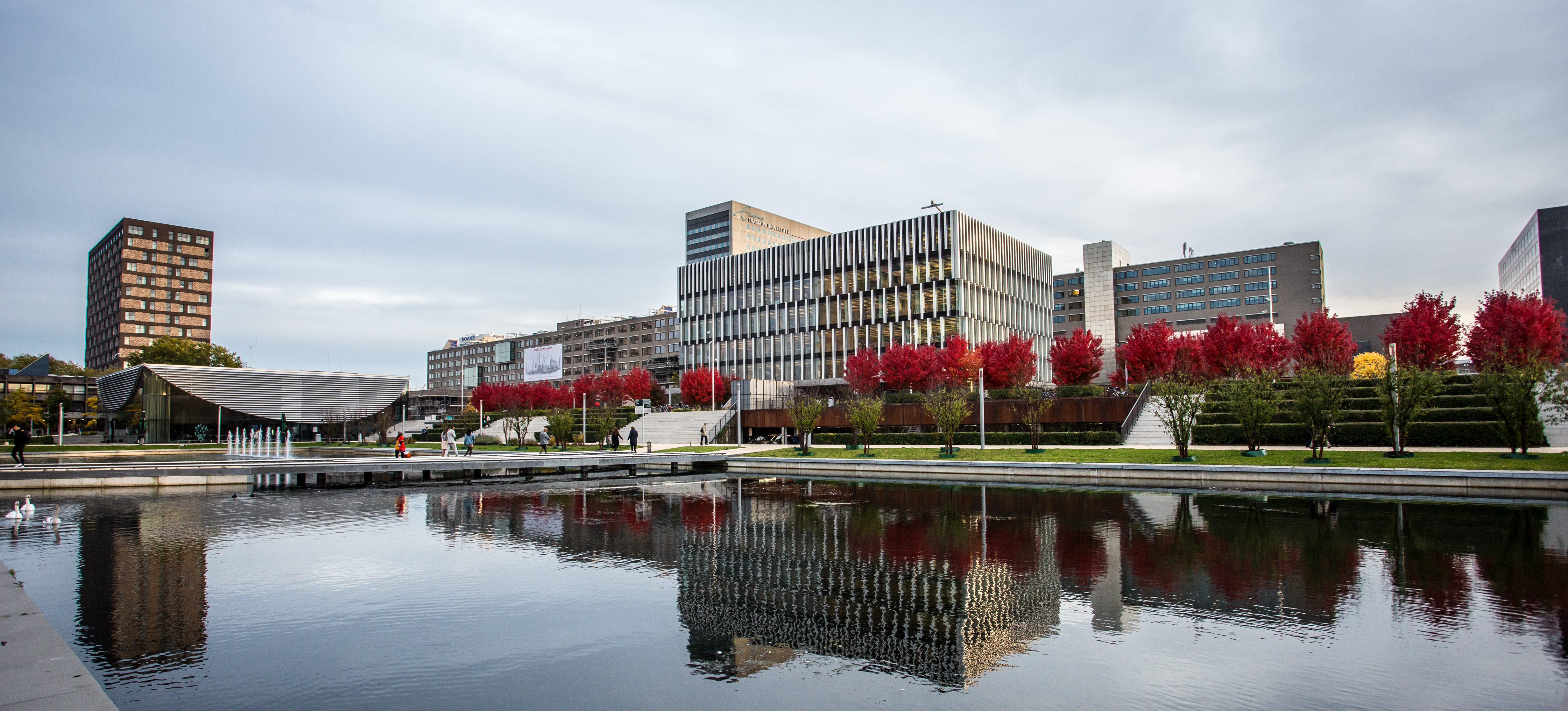

伊拉斯姆斯大学鹿特丹管理学院（Rotterdam School of Management, Erasmus University，RSM）是鹿特丹伊拉斯姆斯大学的商学院，其商业开发和管理教育课程可以追溯到1970年。鹿特丹管理学院通过了国际管理教育认证体系的三项认证：AACSB、EQUIS和AMBA。它在荷兰的伊拉斯姆斯以及中国的成都设有校区。

## 研究
来自鹿特丹管理学院和伊拉斯姆斯经济学院的研究人员共同成立了伊拉斯姆斯管理研究所 (ERIM)，这是欧洲规模最大、最富盛名的商业研究团体，总共拥有 350 名研究人员。ERIM 开设有研究型硕士项目以及博士项目。ERIM 为企业和高管提供最新的研究成果，其研究也包括了鹿特丹管理学院的学术项目。

## 教育
鹿特丹管理学院被《金融时报》评选为欧洲最顶尖的商学院之一。它开设了面向全日制理科学士、理科硕士和工商管理学硕士的学位课程，以及面向高管及企业的短期公开课程与定制课程。鹿特丹管理学院的管理课程涵盖后勤、创新、营销、金融、人力资源和可持续发展。鹿特丹管理学院的校友遍及全球，人数约为34,000 名。